# Malá Strana

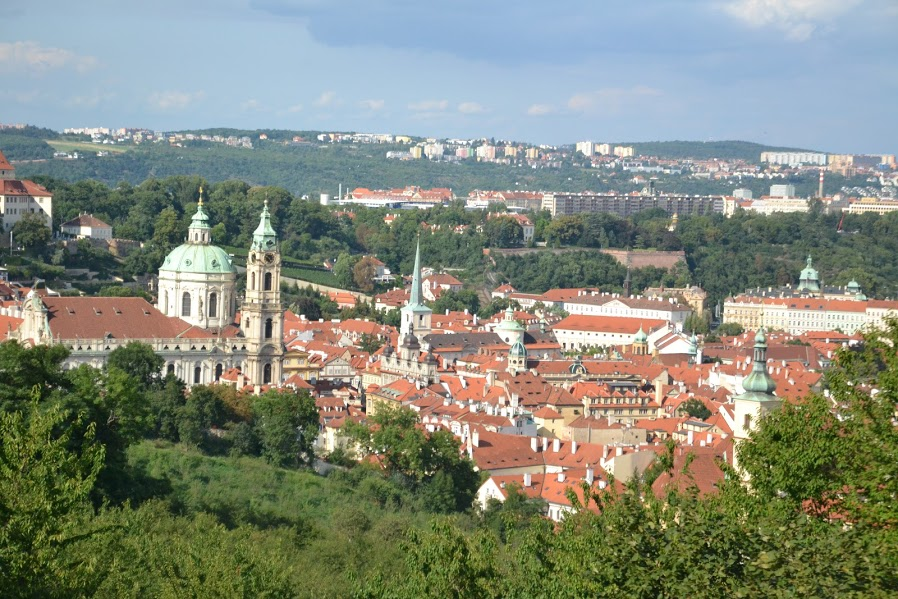
Widok na Małą Stranę ze Wzgórza Petřín

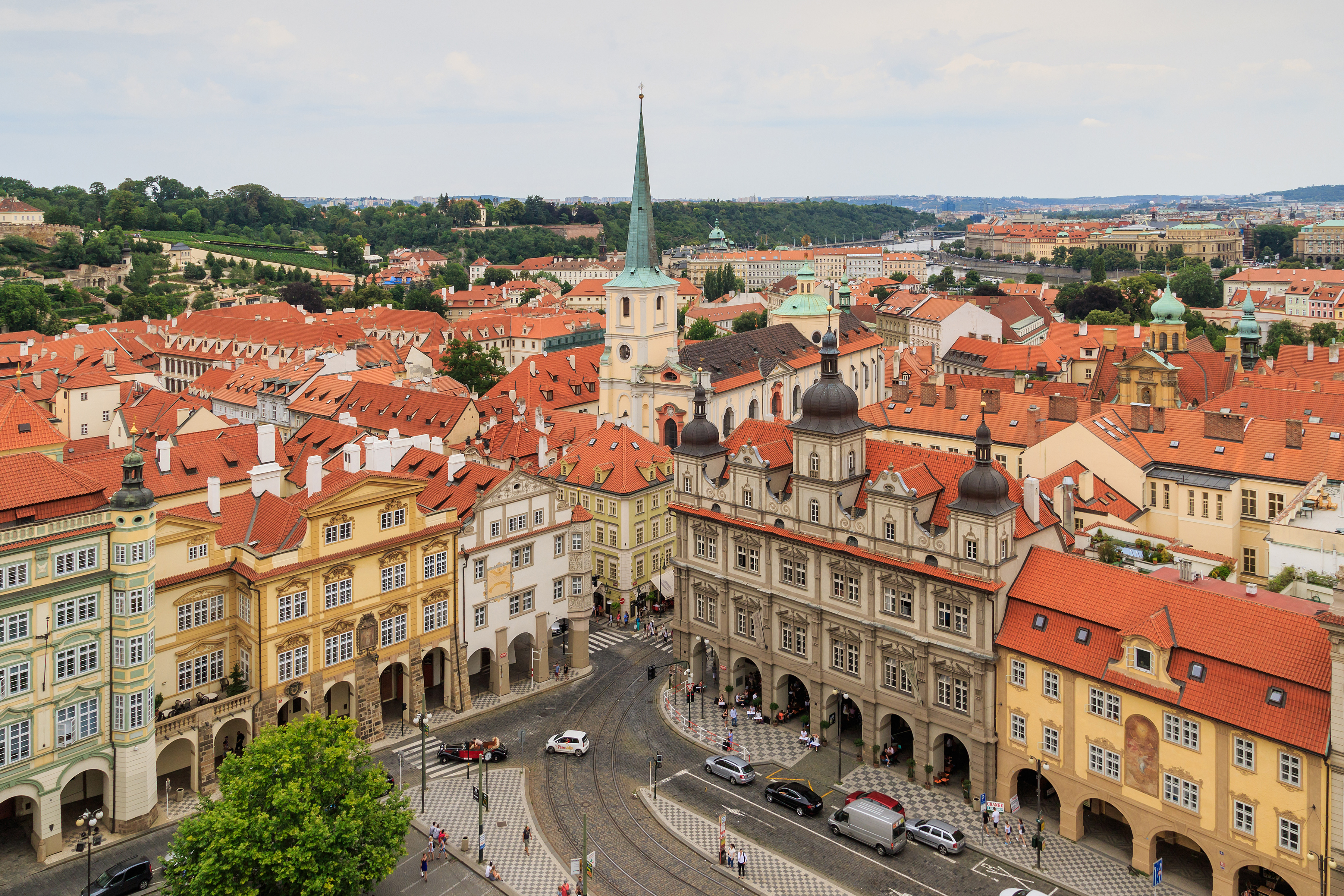
Mała Strana – rynek

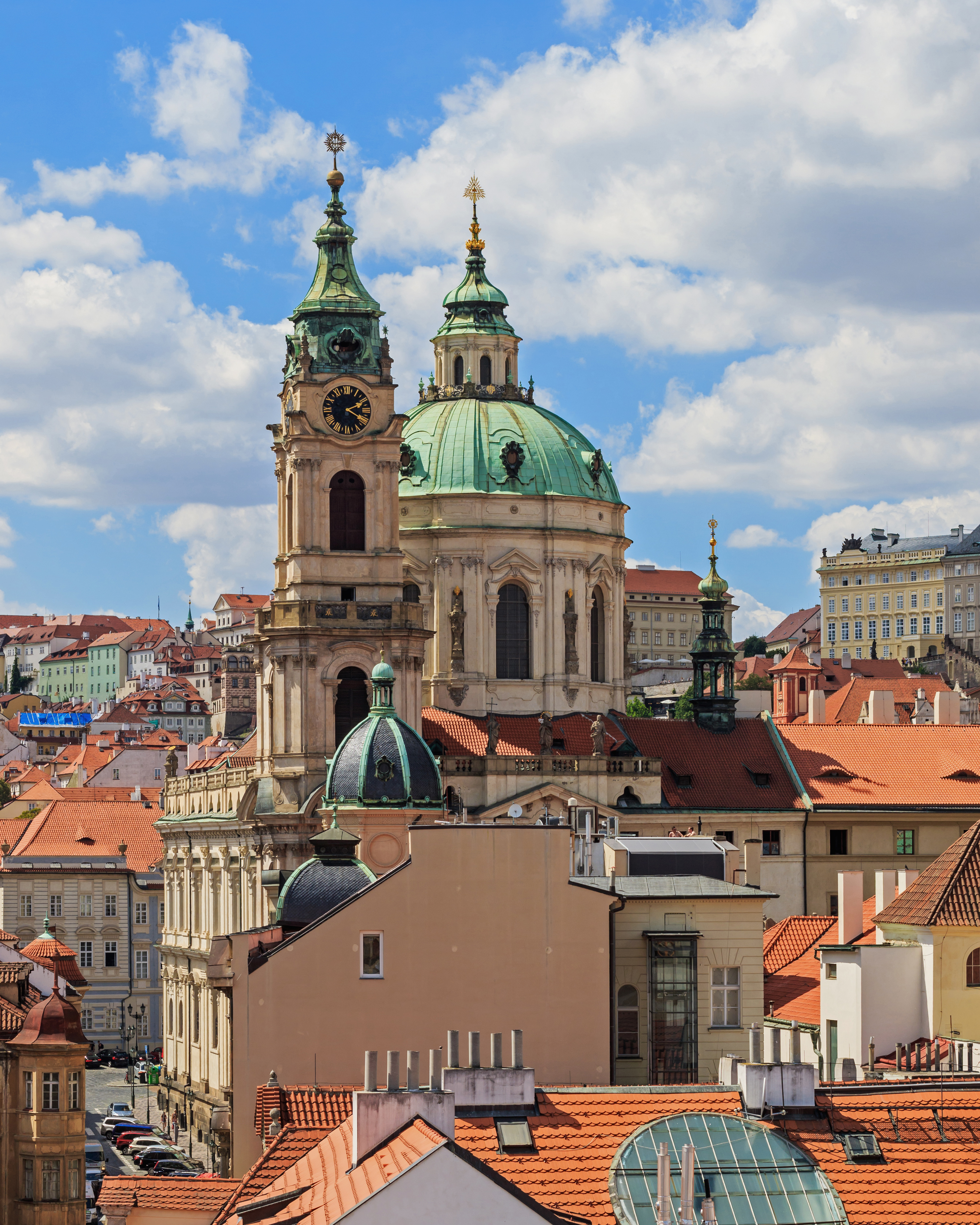
Kościół św. Mikołaja

Malá Strana (Mała Strona, Kleinseite) – dzielnica Pragi, do 1784 samodzielne miasto położone u stóp praskiego zamku, na lewym brzegu Wełtawy.
Założona została w 1257 przez króla Przemysława Ottokara II. Osiedlili się tutaj koloniści z północnych Niemiec. Początkowo nazywała się Nowym Miastem (Nova civitas sub castro Pragensi), natomiast już od XIV wieku znana jest pod nazwą Mała Strana (Civitas Minor Pragensis, Kleinseite).
Pierwszy okres świetności przeżywała za rządów Karola IV. Rozbudował on znacznie miasto i otoczył murem (tzw. mur głodowy). Przekleństwem Małej Strany okazały się wojny husyckie i pożary – szalejące żywioły począwszy od XV wieku regularnie niszczyły zabudowę. Zamieszkująca miasto biedota, niemająca środków finansowych na odbudowę swoich domostw, odsprzedawała tereny arystokratom, których ściągała tutaj bliskość Hradczan. Wówczas Mała Strana zaczęła nabierać charakteru rezydencjalnego – powstawały rozległe rezydencje i pałace magneterii i bogatej szlachty, z której najważniejsze były rodów Wallensteinów (najbardziej okazały Albrechta Wallensteina), Lichtensteinów, Michnów i Nosticów.
W 1784 Mała Strana wraz z innymi historycznymi dzielnicami stała się zalążkiem zjednoczonej Pragi, a wiele uliczek i budynków zyskało barokowy wygląd. W latach 1787–1791 często przebywał tutaj Mozart.
Pod koniec XIX wieku pojawiły się pierwsze w Pradze tramwaje elektryczne, natomiast na wzgórzu Petřín w 1891 odbyła się krajowa wystawa jubileuszowa, której najsłynniejszą pamiątką jest mniejsza kopia wieży Eiffla – Petřínská rozhledna.
Obecnie dzielnica, podobnie jak cała Praga, zadeptywana jest przez tłumy turystów – przyciągają ich przepiękne domy (z fasadami prezentującymi wszystkie style od gotyku do baroku), pałace i kościoły, a także niezliczone knajpy, restauracje i sklepiki oraz malownicze uliczki, często biegnące pod górę, po zboczach Hradczan i Petřina.

## Najciekawsze miejsca i obiekty
- Malostranské náměstí (rynek Małostrański) – centralny punkt Małej Strany. Obecnie ruchliwy przystanek tramwajowy, do 1919 znajdował się tutaj pomnik feldmarszałka Radetzky’ego, obecnie w lapidarium. Na środku rynku wznosi się potężny barokowy kościół św. Mikołaja z 1735, z którego kopuły roztacza się widok na zabytkowe dzielnice Pragi.
- Pałac Wallensteina – jeden z największych w mieście, którego budowę rozpoczęto w 1621. Albrecht von Wallenstein, dowódca wojsk cesarskich, wyburzył na zakupionym przez siebie terenie 25 domów, aby wznieść rezydencję godną jego rangi. Równie efektowne są ogrody (Valdštejnská zahrada) ze sztucznymi grotami skalnymi. Obecnie jest siedzibą czeskiego Senatu.
- Kościół Matki Boskiej Zwycięskiej (Panna Marie Vítězná) – wczesnobarokowa świątynia, ze słynną, woskową figurką Jezusa (pražské Jezulátko – Bambino di Praga), słynącą z cudów.
- Kościół św. Jana Na Praniu w Pradze
- Znane knajpy i piwiarnie (m.in. U Kocoura).
- Liczne ambasady – m.in. polska, amerykańska, włoska, rumuńska, mieszczące się zazwyczaj w zabytkowych obiektach.
- Ściana Johna Lennona – miejsce nieustannego graffiti.
- Wzgórze Petřín.
- Kościół św. Tomasza.
- Akademia Straków – siedziba czeskiego rządu
- Pałac Thunów – siedziba Izby Poselskiej